# Bossico
Bossico är en ort och kommun i provinsen Bergamo i regionen Lombardiet i Italien. Kommunen hade 986 invånare (2018).